# Xanthorhoe rectifasciaria
Xanthorhoe rectifasciaria är en fjärilsart som beskrevs av Lederer 1853. Xanthorhoe rectifasciaria ingår i släktet Xanthorhoe och familjen mätare. Inga underarter finns listade i Catalogue of Life.